# روزالیا للکش
روزالیا لِلکِش (مجاری: Lelkes Rozália؛ زادهٔ ۱۴ اوت ۱۹۵۰) بازیکن هندبال اهل مجارستان است.